# Annubar

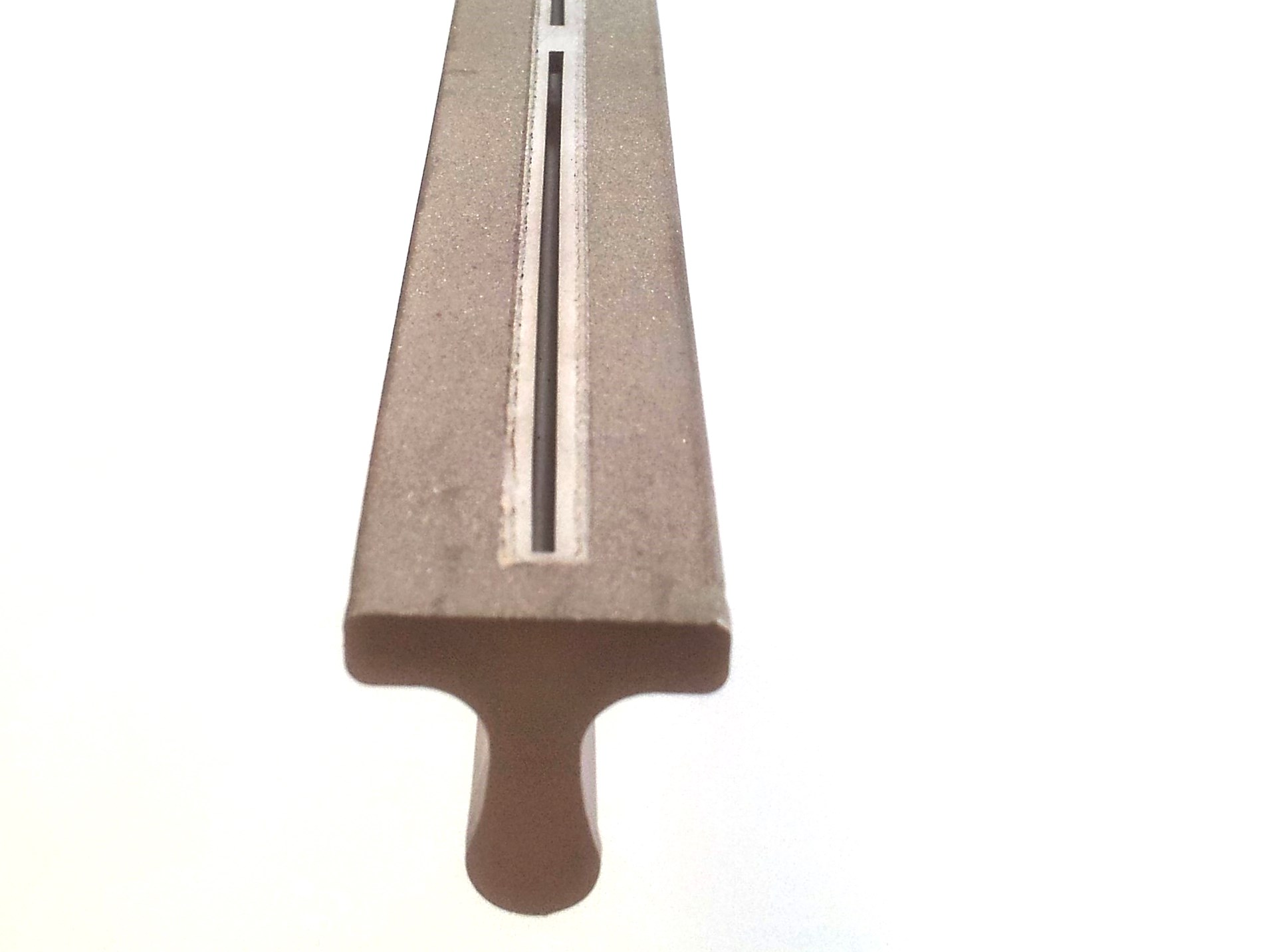
Annubar.

Un Annubar correspond à un tube de Pitot utilisé pour mesurer le débit d'un gaz ou d'un liquide dans une tuyauterie. 
Le tube de Pitot mesure la différence entre la pression statique et la pression dynamique du fluide dans la tuyauterie. Le débit volumique est calculé à partir de cette différence, en utilisant le principe de Bernoulli et en prenant en compte le diamètre intérieur de la tuyauterie.
La principale différence entre un Annubar et un tube de Pitot est qu'un Annubar mesure simultanément la différence de pression en plusieurs endroits de la section d'une tuyauterie ou d'un conduit. De cette façon, l'Annubar fait une moyenne de la pression différentielle en tenant compte des variations du débit à travers la section. La seule façon d'obtenir le même résultat avec un tube de Pitot est de placer l'extrémité du tube à un point de la section en lequel la vitesse locale d'écoulement du fluide est à proche de la vitesse moyenne d'écoulement dans la conduite.
Annubar est une marque déposée de Emerson Process Management / Rosemount.